# The Great American Bash 2004
The Great American Bash 2004 was een professioneel worstel-pay-per-view (PPV) evenement dat geproduceerd werd door de World Wrestling Entertainment (WWE). Dit evenement was de eerste editie van The Great American Bash en vond plaats in de Norfolk Scope in Norfolk (Virginia) op 27 juni 2004. Officieel was het 16e editie van The Great American Bash, want de voorafgaande 15 edities werden door World Championship Wrestling (WCW) geproduceerd (zie The Great American Bash (WCW)).

## Matchen
| Nr.                                                                          | Match | Winnaar(s)                    |
| ---------------------------------------------------------------------------- | --- | ----------------------------- |
| -                                                                            | Spike Dudley vs. Jamie Noble in een een-op-een match                                                                                       | Spike Dudley                  |
| 1                                                                            | John Cena (c) vs. René Duprée vs. Booker T vs. Rob Van Dam in een Fatal Four-Way Elimination match voor het WWE United States Championship | John Cena (c)                 |
| 2                                                                            | Charlie Haas (met Miss Jackie) vs. Luther Reigns (met Kurt Angle) in een een-op-een match                                                  | Luther Reigns                 |
| 3                                                                            | Rey Mysterio (c) vs. Chavo Guerrero in een een-op-een match voor het WWE Cruiserweight Championship                                        | Rey Mysterio (c)              |
| 4                                                                            | Billy Gunn vs. Kenzo Suzuki in een een-op-een match                                                                                        | Kenzo Suzuki                  |
| 5                                                                            | Torrie Wilson vs. Sable in een een-op-een match                                                                                            | Sable                         |
| 6                                                                            | Hardcore Holly vs. Modecai in een een-op-een match                                                                                         | Modecai                       |
| 7                                                                            | Eddie Guerrero (c) vs. John "Bradshaw" Layfield in een Texas Bullrope match voor het WWE Championship                                      | John "Bradshaw" Layfield (nc) |
| 8                                                                            | The Dudley Boyz (met Paul Heyman) vs. The Undertaker in een Concrete Crypt Handicap match                                                  | The Undertaker                |
| (c) huidige kampioen voor en na de match \| (nc) nieuwe kampioen na de match | |                               |